# Palos Park
Palos Park – wieś w Stanach Zjednoczonych, w stanie Illinois, w hrabstwie Cook.